# Црна Гуја (серијал)
Црна Гуја (енгл. The Black Adder) је први серијал истоимене британске комедије ситуације, који су написали Ричард Кертис и Роуан Аткинсон, режирао Мартин Шардлоу, а продуцирао Џон Лојд. Серијал је снимљен у копродукцији BBC-ја и аустралијске мреже Seven Network, а премијерно емитован на каналу BBC 1 од 15. јуна до 20. јула 1983. године. Радња је смештена 1485. године, на крају средњег века у Енглеској, и представљена је као тајна историја према којој је краљ Ричард III заправо победио у Бици на Босвортском пољу, али да га је ненамерно убио Едмунд, син његовог нећака Ричарда. Серијал прати подвиге новог краља Ричарда IV и његовог неомиљеног другог сина Едмунда (који себе прозива „Црна Гуја”) у његовим разним покушајима да побољша свој статус код оца, а, у последњој епизоди, и његову намеру да га свргне са престола.
Замишљена док су Аткинсон и Кертис радили на комедији Not the Nine O'Clock News, серија на хумористичан и често анахрон начин представља проблеме средњовековне Британије — попут вештичарства, наслеђивања престола, односа са Европом, крсташких ратова и сукоба између круне и цркве. Снимање серије било је амбициозно, јер је захтевало велики број глумаца и обимно снимање на локацији. Шекспировски дијалог је понекад адаптиран ради комичног ефекта. Иако је освојио награду Међународни Еми, први серијал су и творци и критичари сматрали најслабијим делом у франшизи.
Други серијал, Црна Гуја 2, премијерно је емитован 1986. године.

## Радња
Серијал је смештен у средњовековну Енглеску и осмишљен је као алтернативна историја. Почиње 21. августа 1485. године, уочи Битке на Босвортском пољу, коју у серији не добија Хенри Тјудор (као у стварности) већ Ричард III. Ричард III је приказан као добар краљ који је бринуо о својим нећацима, супротно Шекспировом опису њега као грбавог, инфантицидног чудовишта.
Након победе у бици, Ричарда III случајно убија принц Едмунд Плантагенет; Ричард је наиме покушао да узме Едмундовог коња, кога је само хтео да позајми јер је изгубио свог. Не препознавши краља, Едмунд је помислио да му Ричард краде коња и одсекао му је главу. Након краљеве смрти, његов нећак, Ричард, војвода од Јорка, Едмундов отац, крунисан је као Ричард IV. Сам принц Едмунд није учествовао у бици јер је закаснио, али касније тврди да је убио 450 сељака и неколико племића, од којих је једног заправо убио његов брат у бици.
Краљ Ричард IV од Енглеске и XII од Шкотске и његова краљица Гертруда од Фландрије имају два сина: Харија, принца од Велса, и његовог млађег брата, принца Едмунда. Иако је Хари далеко омиљенији оцу, који једва обраћа пажњу на свог другог сина, он је често приказан као простодушан и наиван, за разлику од Едмунда, иако се према млађем брату и даље односи са љубазношћу и поштовањем. Једна од сталних шала у серији је чињеница да Едмундов отац не може ни да запамти његово име. Ипак, упркос претежно одбојном ставу према другом сину, краљ заправо веома воли Едмунда, делом због њиховог односа оца и сина; у трећој епизоди, када Едмунд постане надбискуп кентерберијски и помогне оцу да обезбеди нешто земље од умирућег племића пре него што је узме црква, краљ поносно признаје Едмунда као свог сина, грли га и чак помиње краљици да се Едмунд „добро показао”. У последњој епизоди серијала, на Едмундовој самрти, краљ чини све да га утеши, уверавајући га да ће његова душа отићи на небо, и тражи од целог двора да у његову част наздрави.
Користећи ову поставку, серија прати измишљену владавину Ричарда IV (1485–1498) кроз доживљаје принца Едмунда, који себе назива „Црна Гуја”, и његова два помоћника: приглупог лорда Персија Персија, војводу од Нортамберленда; и Болдрика, интелигентнијег слуге ког Едмунд узима за свог штитоношу.
На крају серије, догађаји се поклапају са прихваћеном историјом. Краљ Ричард IV и цела његова породица случајно су убијени вином које је отровао Перси, што омогућава Хенрију Тјудору да изађе из склоништа и заузме престо као краљ Хенри VII. Он затим преправља историју, представљајући Ричарда III као чудовиште и бришући владавину Ричарда IV из историјских књига. У стварности, Ричард, војвода од Јорка, један од Принчева у кули, имао је само дванаест година (и можда је био две године мртав) када се одиграла Битка на Босвортском пољу, и самим тим је био превише млад да би имао два одрасла сина. Хенри Тјудор је изгледа такође фалсификовао историју Шкотске и Ирске: каже се да је Ричард IV краљ Енглеске, Шкотске и Ирске, а принц Едмунд носи титулу војводе од Единбурга, док је у стварности Ирска постала краљевина тек 1542, а Шкотска је наставила да има засебну краљевску породицу све до 1603. године.

## Улоге
| Глумац         | Улога                |
| -------------- | -------------------- |
| Роуан Аткинсон | Едмунд Црна Гуја     |
| Брајан Блесид  | краљ Ричард IV       |
| Елсперт Греј   | краљица Гертруда     |
| Роберт Ист     | Хари, принц од Велса |
| Тони Робинсон  | Болдрик              |
| Тим Макинерни  | лорд Перси Перси     |

## Епизоде
| Бр. еп. (укупно) | Бр. еп. (у серији) | Наслов                | Редитељ        | Сценариста                     | Премијера     |
| --- | ------------------ | --------------------- | -------------- | ------------------------------ | ------------- |
| 1 | 1                  | Предвиђање            | Мартин Шардлоу | Ричард Кертис и Роуан Аткинсон | 15. јун 1983. |
| Док Ратови ружа достижу свој врхунац, Едмунд касни на бојно поље и случајно убија краља Ричарда III, након чега постаје принц када његов отац Ричард IV буде проглашен за новог краља. Са духом Ричарда III који прогања сваки Едмундов будни тренутак, он мора дати све од себе да задржи то у тајности, све док му три мудре жене не пруже наизглед фантастичне вести. |                    |                       |                |                                |               |
| 2 | 2                  | Краљица шпанске браде | Мартин Шардлоу | Ричард Кертис и Роуан Аткинсон | 22. јун 1983. |
| Едмунд мисли да се жени прелепом принцезом, али открива да је његова будућа невеста ружна шпанска инфанта. Уз помоћ Болдрика и Персија, Едмунд покушава да спречи венчање. |                    |                       |                |                                |               |
| 3 | 3                  | Надбискуп             | Мартин Шардлоу | Ричард Кертис и Роуан Аткинсон | 29. јун 1983. |
| Краљ Ричард објављује да ће свог сина поставити за надбискупа кентерберијског. Едмунд открива да ће, ако његов брат Хари постане надбискуп, бити убијен, а Едмунд ће постати краљ. На његову несрећу, краљ поставља Едмунда за надбискупа, а затим ненамерно шаље двојицу витезова да га убију.                                                                          |                    |                       |                |                                |               |
| 4 | 4                  | Рођен да буде краљ    | Мартин Шардлоу | Ричард Кертис и Роуан Аткинсон | 6. јул 1983.  |
| Едмунд планира освету када Дугал Макангус, краљев врховни заповедник, стигне и од Харија, који делује као регент, добије Едмундове поседе. Едмунд одлучује да убије Макангуса у представи, али открива да Макангус зна тајне о Едмундовој мајци које би могле учинити Едмунда краљем.                                                                                    |                    |                       |                |                                |               |
| 5 | 5                  | Ловац на вештице      | Мартин Шардлоу | Ричард Кертис и Роуан Аткинсон | 13. јул 1983. |
| Након што тест вештичарства пође наопако, Едмунд је оптужен да је вештац, а ловац на вештице чини све да убеди све остале у ово. |                    |                       |                |                                |               |
| 6 | 6                  | Црни печат            | Мартин Шардлоу | Ричард Кертис и Роуан Аткинсон | 20. јул 1983. |
| Када су Едмунду одузете све титуле осим чувара краљевских клозета, он се разбесни и одлучује да окупи војску од шест најсуровијих разбојника из целог краљевства како би освојио престо и постао краљ. |                    |                       |                |                                |               |